# Râul Valea Părului, Siret
Râul Valea Părului este un curs de apă, afluent al râului Siret. 